# Гнилец (Черкасская область)
Гниле́ц (укр. Гнилець) — село в Звенигородском районе Черкасской области Украины.
Население по переписи 2001 года составляло 197 человек. Почтовый индекс — 20211. Телефонный код — 4740.

## География
Село расположено в 5 км на восток от Моринец и за 11 км на северо-запад от пгт Ольшаны, протянувшееся с запада на восток на 2,5 км вдоль правого истока реки Гнилец. Поверхность сельской территории представляет собой повышенную полого-волнистую равнину, расчлененную долинами истоков реки Гнилец, а также значительным количеством оврагов и балок. Общий перепад высот составляет около 65 метров.

## История
Поселение было основано в начале XVIII века, получив свое название от того, что его первые дома начали строиться в болотистой тогда местности. Подобную версию представляет известный в прошлом краевед Л. Похилевич в своем известном труде «Сказания о населенных местностях Киевской губернии». Еще в 1741 году Гнилец оставался небольшим поселением, в котором насчитывалось только 20 дворов. К 1741 году в селе появилась собственная деревянная покровская церковь. В 1854 году храм подвергся перестройке и значительному обновлению.
Первая перепись населения состоялась в рамках крестьянской реформы 1861 года. Тогда насчитывалось 730 жителей. Село принадлежало графьям Браницким, руководство которым они осуществляли из города Ольшаны.
В апреле 1923 года село Гнилец вошло в состав новообразованного Ольшанского района, став одновременно и центром сельского Совета, в который, кроме него, вошли еще и два небольших хутора Мельников и Суржкив. На 1 января 1926 года на территории сельского Совета насчитывалось 407 дворов и проживало 1 832 жителя. В самом Гнильце было 407 дворов и 697 жителей.
Помимо традиционного земледелия местные жители славились высоким качеством гончарного искусства, продукцией которого они обеспечивали все близлежащие со своим регионы. Этот вид деятельности стал приходить в упадок в конце 20 — начале 30 годов XX века с начало коллективизации, к 60-м годам гончарное искусство местными жителями было почти забыто. В этот же период была создана сельскохозяйственная артель имени Третьей Пятилетки, существовавшая до 1960 года. После сего была реорганизована в третий производственный участок колхоза им. Шевченко, позже переименованный в "Отечество шевченко". Тогда же в 60-е годы в селе был ликвидирован и местный сельский совет, что катастрофически повлияло на его развитие. Привело к сильному упадку, и уменьшению количества населения. Так по переписи 1979 года население сократилось до 500 человек, к 1989 их было уже только 260, а к 2001 — всего 197 человек. Соответственно пострадала и инфраструктура. Исчезли имевшиеся там молочно-товарная ферма, начальная школа и библиотека.

## Местный совет
20210, Черкасская обл., Звенигородский р-н, с. Моринцы